# 釜山美国文化院放火事件
釜山美国文化院放火事件（朝鮮語：부산미국문화원방화사건），是1982年3月18日發生於美國新聞署駐韩国釜山美国文化院的反美學生放火抗議事件，由具有反美及社會主義背景的反帝民族民主陣線發起。

## 网站
- 釜山美国文化院放火事件, 2007年 3月 18日  ohmynews （页面存档备份，存于）
- 釜山美国文化院放火事件…美国的正見 / 鄭敬謨, 2009年 09月 01日資 韩季來 （页面存档备份，存于）
- 釜山美国文化院放火事件